# Tristeza de amor
Tristeza de amor es una serie de Televisión española, estrenada en 1986 y ambientada en la radio española de los años ochenta. La serie está coprotagonizada por Alfredo Landa y Concha Cuetos. También participan otros intérpretes reconocidos como Carlos Larrañaga, Emma Suárez, Eduardo Fajardo y Marisa Lahoz entre otros. La serie se ambienta en la desaparecida Torre Windsor y en el entorno de oficinas AZCA, al norte de la ciudad de Madrid. La serie se caracteriza por tratar temas hasta entonces tabú en España como la homosexualidad, la transexualidad o el acoso laboral.

## Argumento
Ceferino Reyes (Alfredo Landa) regresa a España tras ocho años de exilio voluntario en América y tiene problemas para encontrar trabajo tras once meses. El motivo de su exilio estuvo motivado por un escándalo en un programa de radio en la que ejercía de productor y que  estaba protagonizado por Carlota Núñez (Concha Cuetos). Pese a ser un buen profesional de la radio tiene dificultades para conseguir trabajo debido a su mal carácter y a su mala reputación entre los compañeros de profesión. Por intermediación de su amigo de la infancia Sebastian Figueras (Carlos Larrañaga), director ejecutivo de la cadena de radio COI (Cadena de Ondas Ibéricas), consigue un trabajo como productor de un nuevo programa para la madrugada.  
Carlota mantiene una relación con Fermín Rivera (Eduardo Fajardo), presidente y máximo accionista de la COI. Fermín parece añorar los tiempos del franquismo (aunque no lo expresa directamente) y pretende usar la cadena para hacer carrera política en los primeros años de régimen democrático tras la dictadura franquista. Su relación con Carlota es un obstáculo para sus planes y ordena a Sebastián darle un programa de madrugada para mantenerla ocupada. El reencuentro entre Ceferino y Carlota genera tiranteces entre los dos al principio. Por su parte, Sebastian busca el fracaso del nuevo programa y no le proporciona apenas medios ni personal. Este se reduce a Lita García (Marisa Lahoz), una colaboradora superando un desengaño amoroso, y por el cual nadie quiere trabajar; y Damián Pereira (Walter Vidarte), un periodista del corazón alcohólico y viejo amigo de Ceferino. Para empeorar el ambiente, Walter Heredia (Fernando Hilbeck) se incorpora al equipo, pese a la oposición de Ceferino que lo considera cursi. La inclusión de Walter se debe a la recomendación de una rica accionista de COI. Pese a la gran diferencia de edad, la anciana parece mantener una relación con el nuevo locutor.
Para sorpresa de Ceferino y de Carlota el programa Tristeza de amor acaba siendo un éxito gracias a la voz agradable y seductora de Walter, que logra una gran audiencia en el segmento de la madrugada. En los primeros episodios las relaciones entre los personajes se enredan en una trama con conflictos que encajan con la realidad de la sociedad española del momento.
Pasado el ecuador de la serie, esta sufre un pequeño cambio en la línea argumental. Por una parte, deja de prestarse atención a la trama radiofónica para centrarse en un argumento casi único de una trama detectivesca. Ceferino elabora un plan para una venganza personal contra Fermin Rivera, quien le odia y le hace la vida imposible. Secundariamente, se abre una trama política de espionaje entre la Unión Soviética y los Estados Unidos de Norteamérica, en la cual Fermin está, sin saberlo, involucrado. Con este cambio algunos actores dejan la serie (Fernando Hilbeck, Marisa Lahoz, Emma Suarez, Conchita Montes) y otros pasan a un papel muy secundario, como en el caso de Carlos Larrañaga, que se limita su aparición a una sola escena por episodio. En la sustitución de los ausentes llegan nuevos actores (Candida Losada, Fernando Valverde, Nadiuska), que pasan a tener escenas vitales. Estos cambios no fueron debidos a datos de audiencia o aceptación, a cambios de guionistas ni a necesidades de programación, ya que la serie se grabó en su totalidad en 1.985 antes de ser emitida en 1.986.

## Producción
La creación de la serie se engloba dentro de un cambio de política en TVE en la creación de series de producción propia que reflejasen la realidad social de España de aquel momento. Por ello muchos de los temas abordados por Tristeza de amor nunca habían sido antes vistos en la ficción española, al igual que ocurre con otras como Anillos de oro o Turno de oficio. Por otra parte, las producciones de ficción de este periodo tratan de ahorrar costes frente a las series de gran producción emitidas años atrás con el objetivo de ser productos rentables ante la próxima liberación de licencias de televisión, que darían lugar a cadenas de televisión privadas a finales de la década de 1980. En ese sentido, se introduce la cámara de video, siendo Tristeza de amor una de las primeras producciones en usar este formato. Además, se busca limitar la grabación exteriores y que la mayor parte de la grabación se complete en estudio. Asimismo, se utilizaron equipos electrónicos que facilitarán la labor de edición para alcanzar un formato de emisión de 50 minutos en los trece capítulos totales que tendría la serie.
El guion de Tristeza de amor fue realizado por Eduardo Mallorquí, hijo del escritor José Mallorquí, al que le pone una dedicatoria al inicio de la serie. La dirección de la serie fue encargada a Manuel Ripoll, un director experimentado en otros productos para TVE como Estudio 1 o el El gran circo de TVE. Fue producida por Rafael Herrero. La serie contó con un presupuesto de 90 millones de pesetas y la producción total ocupó medio año. Entre los problemas que encontraron, fue el afrontar fue la muerte del actor Alfredo Mayo durante la grabación de la serie en la isla de Mallorca. El papel interpretado por el veterano actor fue ofrecido a Eduardo Fajardo.
Para Alfredo Landa su papel formó parte del cambio del registro que llevó a cabo para pasar de ser un actor únicamente de comedia a la participación en papeles más dramáticos. Conocido hasta entonces por haber dado origen al subgénero del landismo, desde el inicio de la década de 1980 inicia con la película El Crack la interpretación de papeles puramente dramáticos. Tras la serie, Alfredo Landa siguió explotando esta faceta dramática hasta lograr el reconocimiento de crítica y público con Los Santos Inocentes.
Concha Cuetos tuvo en la serie uno de los primeros papeles protagonistas que le proporcionó cierta popularidad. Su fama se consolidó con la serie Farmacia de Guardia de Antonio Mercero. El matrimonio entre Concha Cuetos y Manuel Ripoll en el momento de grabación de la serie suscitaron críticas de favoritismo por otra de las intérpretes de la serie.
Aparte de Concha Cuetos, otros intérpretes como Tito Valverde y Emma Suárez tuvieron en la serie su primer papel relevante en televisión. Por el contrario, para otros intérpretes como Eduardo Fajardo y Nadiuska la serie fue una de las últimas participaciones en ficción televisiva.
La canción de cabecera fue compuesta e interpretada por el cantautor Hilario Camacho, alcanzando gran popularidad. La serie se estrenó en TVE el 1 de abril de 1986.

## Recepción
La serie gozó de gran éxito y de críticas positivas en el momento de su emisión. Debido a este éxito ha sido repuesta varias veces en TVE. Varios décadas después de su producción aún es recordada y se recomienda su visionado a través de la web de RTVE de libre acceso.
En su primera emisión recibió críticas por su lenguaje malsonante por parte de la Asociación Española de Espectadores de Televisión.

## Reparto
- Alfredo Landa... Ceferino Reyes
- Concha Cuetos... Carlota Núñez
- Eduardo Fajardo... Fermín Rivera
- Carlos Larrañaga... Sebastian Figueras
- Fernando Hilbeck... Walter Heredia
- Emma Suárez... Leticia
- Walter Vidarte... Damián Pereira
- Conchita Montes... Regina
- Nadiuska... Catalina Yamanova
- Elisa Ramírez... Beatriz
- Marisa Lahoz... Lita García
- Pilar Barrera... Mamen
- Luisa Gavasa... Matilde
- Cándida Losada... Elvira
- Mary González... Mercedes
- Tito Valverde... Blas
- Cristina Rota... Haydée
- Luisa Sala
- Gabriel Llopart... Dimas
- Conrado San Martín
- José Guardiola... Charrito
- Antonio Medina... Saturio
- Carmen Rossi... Paca
- Marisa Porcel
- Pilar Bardem
- Mónica Cano
- Joan Llaneras... Olmeda
- Rosana de Frutos... Lucinda

## Lista de episodios
- Las tribulaciones de Ceferino — 1 de abril de 1986
- La suerte de la chica guapa — 8 de abril de 1986
- El viejo Werther — 15 de abril de 1986
- El eclipse de Carlota — 22 de abril de 1986
- Más se perdió en Cuba — 29 de abril de 1986
- Regina et Imperatrix — 6 de mayo de 1986
- Corazones en vivo — 13 de mayo de 1986
- La rusa — 20 de mayo de 1986
- Callar y coger piedras — 27 de mayo de 1986
- Pub Chopin — 3 de junio de 1986
- La importancia de llamarse Baltasar — 10 de junio de 1986
- Un borracho menos — 17 de junio de 1986
- Australia patria querida — 24 de junio de 1986

## Premios
Alfredo Landa obtuvo el TP de Oro al Mejor Actor por su papel en la serie.